# Trophée Dick Howser
Le trophée Dick Howser (en anglais Dick Howser Trophy) est un prix remis annuellement au meilleur joueur de baseball collégial ou universitaire des États-Unis.

## Histoire

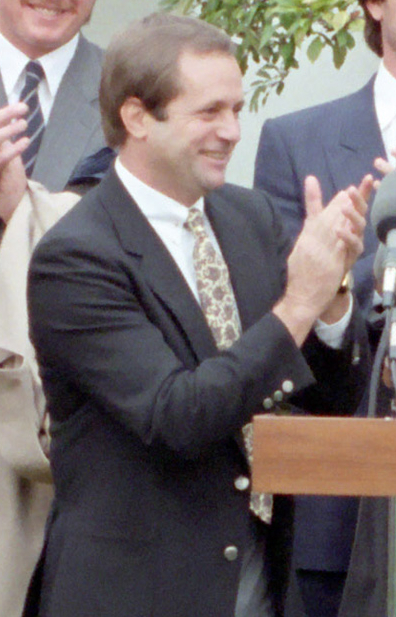
Dick Howser en 1985.

Le prix est décerné pour la première fois en 1987, peu après le décès de Dick Howser, un ancien joueur et entraîneur de baseball. Jusqu'en 1998, le gagnant du trophée est voté par l'American Baseball Coaches Association (ABCA), une association d'entraîneurs de baseball. Depuis 1999, les gagnants sont votés par la National Collegiate Baseball Writers Association (NCBWA), un groupe de journalistes couvrant le baseball collégial et universitaire.
Il présente des similitudes avec le Golden Spikes Award, remis annuellement au meilleur joueur de baseball amateur. Il n'est d'ailleurs pas rare que le même athlète reçoive les deux prix la même année : après 2014, la chose s'est produite à 14 reprises. Le seul athlète à avoir remporté deux trophées Dick Howser est Brooks Kieschnick, en 1992 et 1993.

## Liste des gagnants

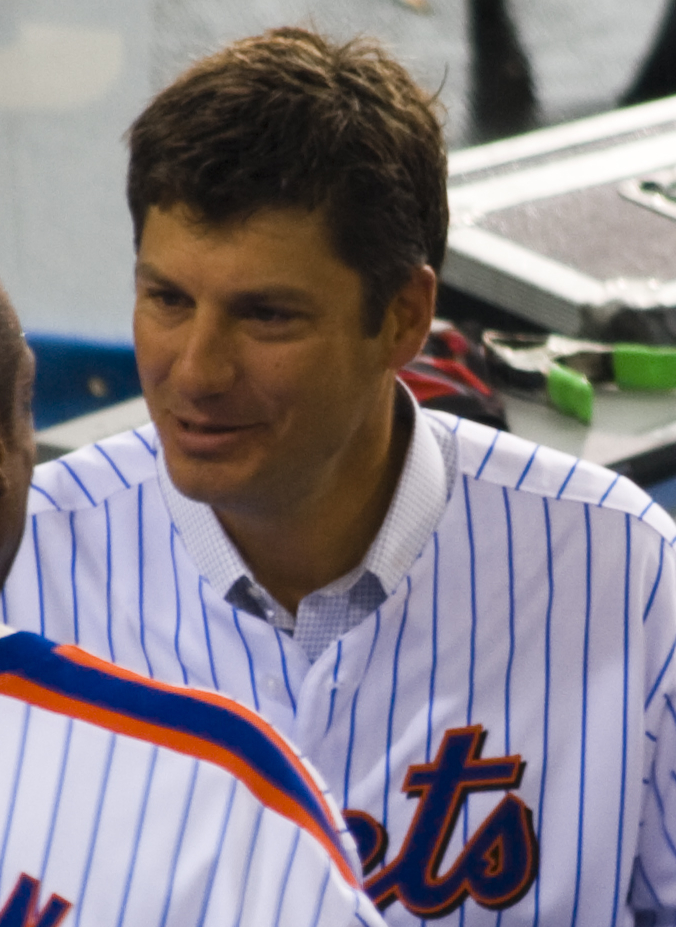
Robin Ventura.

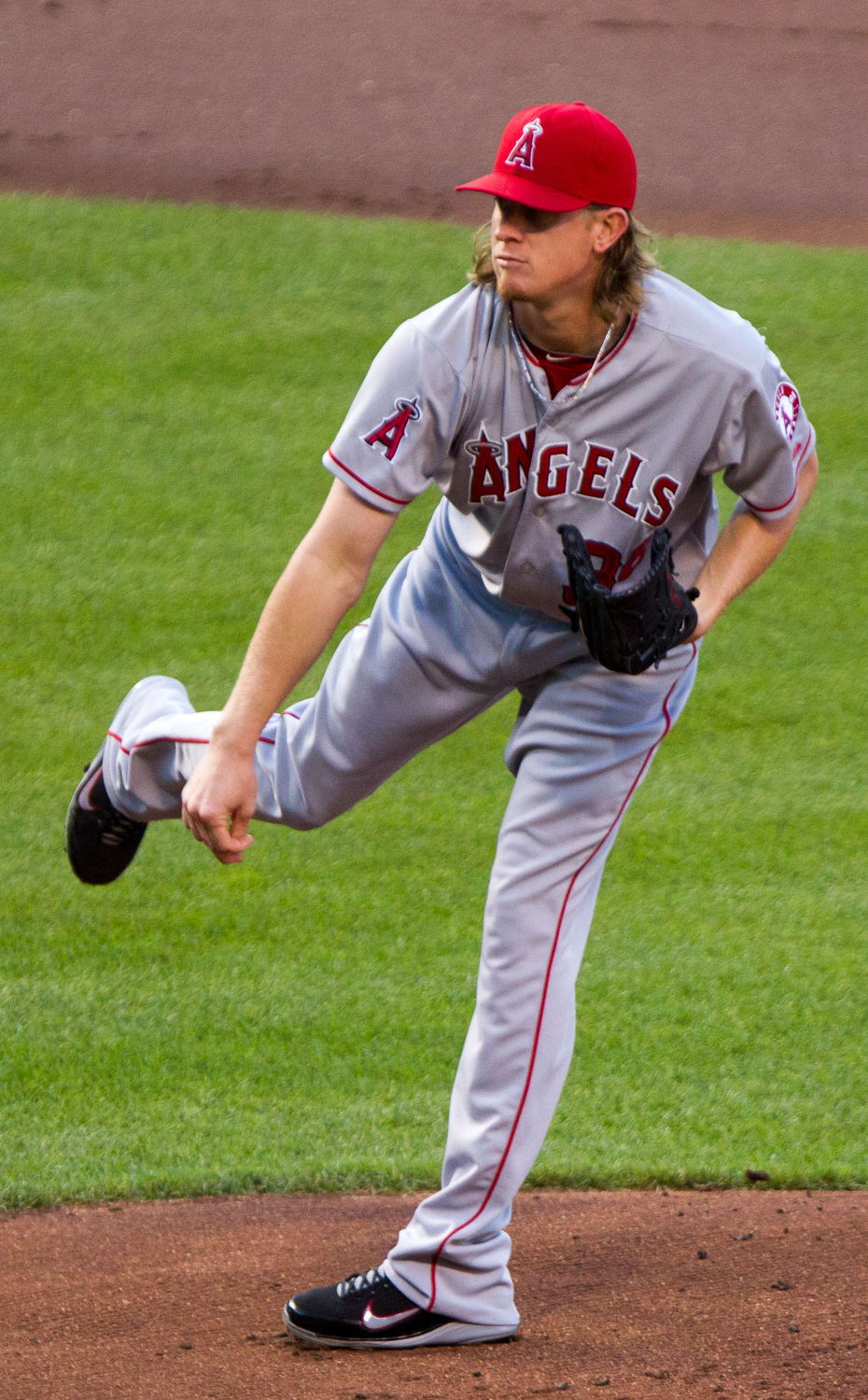
Jered Weaver.

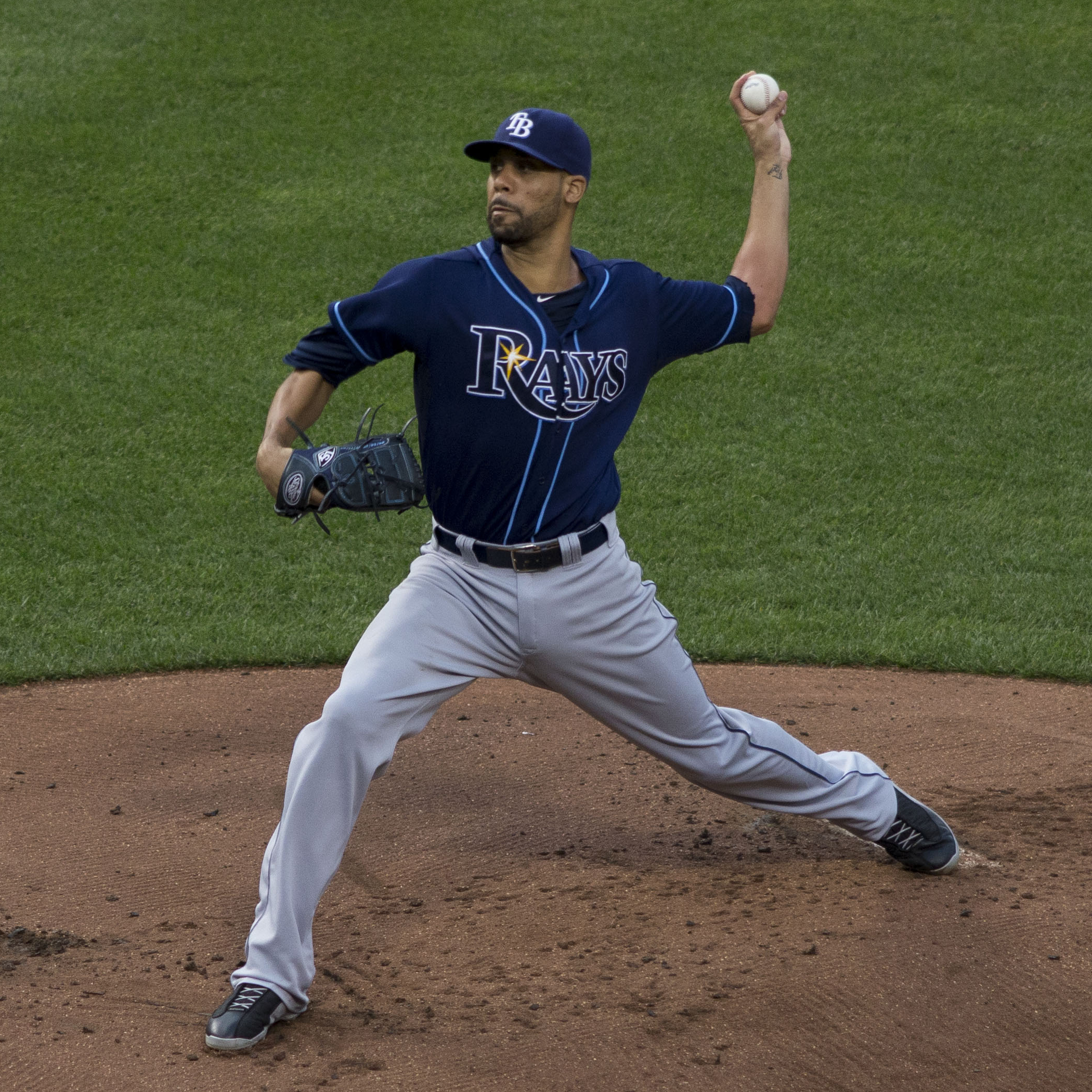
David Price.

| Année | Gagnant           | Positions                   | Université ou collège                        |
| ----- | ----------------- | --------------------------- | -------------------------------------------- |
| 1987  | Mike Fiore        | Voltigeur                   | Hurricanes de l'université de Miami          |
| 1988  | Robin Ventura     | Troisième but               | Cowboys d'Oklahoma State                     |
| 1989  | Scott Bryant      | Voltigeur                   | Longhorns du Texas                           |
| 1990  | Alex Fernandez    | Lanceur droitier            | Miami Dade College                           |
| 1991  | Frankie Rodriguez | Lanceur droitier            | Howard College, Big Spring                   |
| 1992  | Brooks Kieschnick | Joueur d'utilité            | Longhorns du Texas                           |
| 1993  | Brooks Kieschnick | Joueur d'utilité            | Longhorns du Texas                           |
| 1994  | Jason Varitek     | Receveur                    | Yellows Jackets de Georgia Tech              |
| 1995  | Todd Helton       | Premier but                 | Volunteers de l'université du Tennessee      |
| 1996  | Kris Benson       | Lanceur droitier            | Tigers de Clemson                            |
| 1997  | J. D. Drew        | Voltigeur                   | Seminoles de Florida State                   |
| 1998  | Eddy Furniss      | Premier but                 | Tigers de Louisiana State                    |
| 1999  | Jason Jennings    | Lanceur droitier            | Bears de l'université Baylor                 |
| 2000  | Mark Teixeira     | Troisième but               | Yellows Jackets de Georgia Tech              |
| 2001  | Mark Prior        | Lanceur droitier            | Trojans de l'université de Californie du Sud |
| 2002  | Khalil Greene     | Arrêt-court                 | Tigers de Clemson                            |
| 2003  | Rickie Weeks      | Deuxième but                | Jaguars de Southern University               |
| 2004  | Jered Weaver      | Lanceur droitier            | Dirtbags (ou 49ers) de Long Beach State      |
| 2005  | Alex Gordon       | Troisième but               | Cornhuskers du Nebraska                      |
| 2006  | Brad Lincoln      | Lanceur droitier            | Cougars de l'université de Houston           |
| 2007  | David Price       | Lanceur gaucher             | Commodores de Vanderbilt                     |
| 2008  | Buster Posey      | Receveur                    | Seminoles de Florida State                   |
| 2009  | Stephen Strasburg | Lanceur droitier            | Aztecs de San Diego State                    |
| 2010  | Anthony Rendon    | Troisième but               | Owls de Rice                                 |
| 2011  | Taylor Jungmann   | Lanceur droitier            | Longhorns du Texas                           |
| 2012  | Mike Zunino       | Receveur                    | Gators de l'université de Floride            |
| 2013  | Kris Bryant       | Troisième but               | Toreros de l'université de San Diego         |
| 2014  | A. J. Reed (en)   | Premier but/Lanceur gaucher | Wildcats de l'université du Kentucky         |
| 2015  | Andrew Benintendi | Voltigeur                   | Razorbacks de l'université de l'Arkansas     |
| 2016  | Seth Beer (en)    | Voltigeur                   | Tigers de l'université de Clemson            |
| 2017  | Brendan McKay     | Premier but/Lanceur gaucher | Cardinals de l'université de Louisville      |